# Mogulharemet

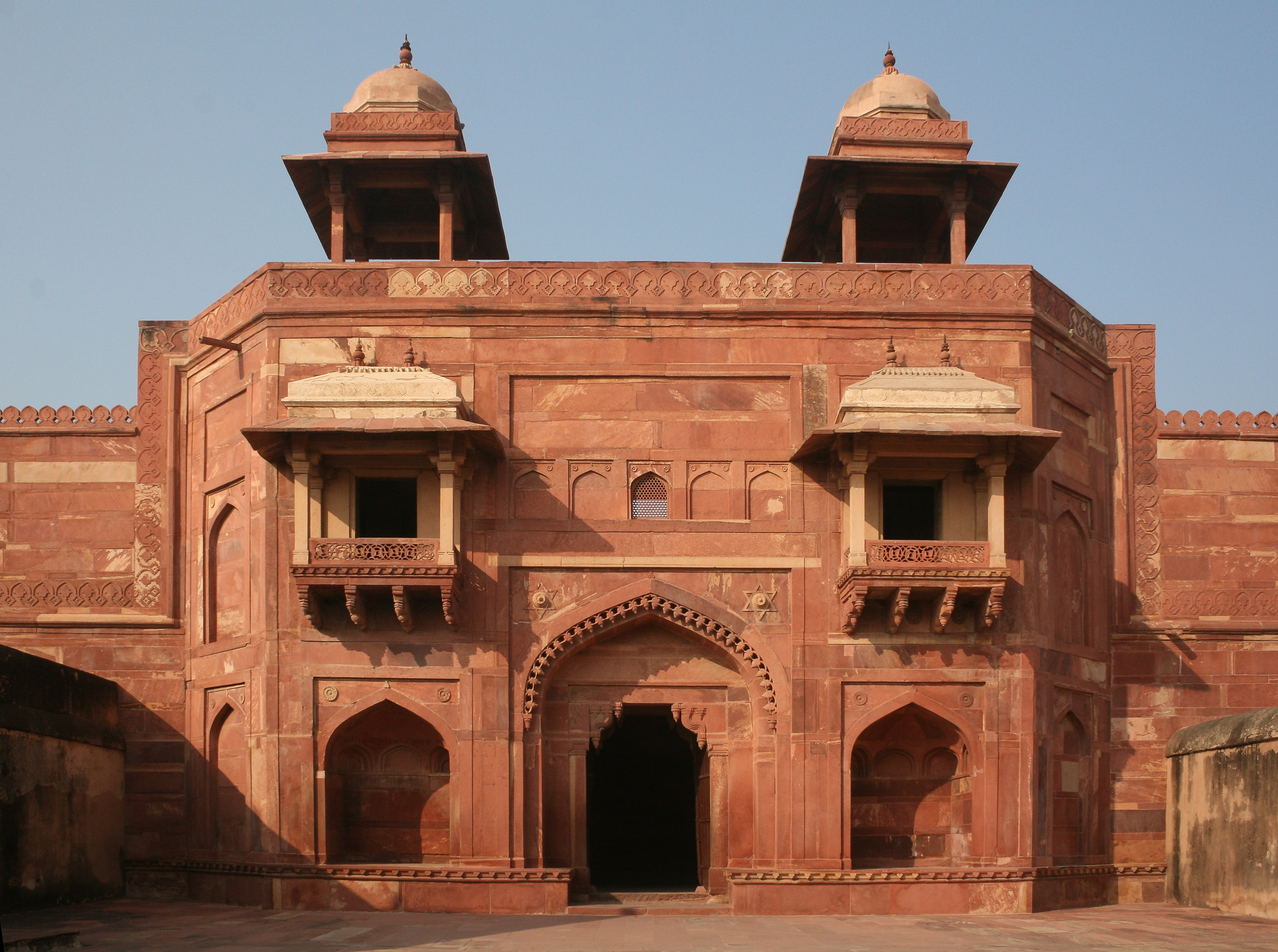
Ingång till haremet i mogulstaden Fatehpur Sikri.

Mogulharemet var de muslimska mogulkejsarnas harem i det indiska mogulriket (1526–1857), och utgjorde den avskilda del av mogulkejsarnas palats där deras kvinnliga släktingar, hustrur och slavkonkubiner levde. Det upplöstes 21 september 1857 efter belägringen av Delhi.

## Hierarki

### Kvinnliga släktingar
Haremets hierarki bestod av mogulkejsarens hustrur och kvinnliga släktingar, som kom före hans konkubiner i rang. Kvinnornas barn levde där, ifråga om sönerna dock bara under de första åren av sin levnad. 

### Konkubiner
Konkubinerna var slavar. De hade normalt sett kommit dit som presenter och kunde uppgå till ett stort antal. Kejsar Akbar den store ska ha haft femtusen haremskvinnor.

### Personal
Det fanns en stor mängd personal: darog-hovdamer, tjänsteflickor, kockar, ämbetsmän och vakter. Alla var kvinnor eller eunucker. Haremet bevakades av eunucker och kvinnliga vakter med titeln urdubegis. Personalen var underordnad en person med titeln Mahaldar.

## Levnadsvillkor
Haremskvinnorna levde under purdah och fick sällan lämna haremet eller ha kontakt med män. Det förekom dock att de lämnade haremet för att göra kejsaren sällskap på utflykter, eller för att göra religiösa pilgrimsfärder. De färdades då i täckta bärstolar. 
Inuti haremet fanns trädgårdar som kvinnorna kunde vistas i. Åtminstone kejsarens kvinnliga släktingar hade möjlighet att också sköta en omfattande affärsverksamhet inifrån haremet utan att behöva lämna det, med eunucker som mellanhänder. 
Genom sin närhet till kejsaren hade individuella haremskvinnor möjlighet till att utöva inflytande över politiken.